# Ryu Eun-hee
Ryu Eun-hee (født 24. februar 1990 i Incheon, Sydkorea) er en kvindelig sydkoreansk håndboldspiller som spiller for Győri ETO KC og Sydkoreas kvindehåndboldlandshold.
Hun blev i 2019 sydkoreanske mester med Busan BISCO, både i grundspillet og slutspillet. I sommeren 2019 skiftede hun til den franske topklub Paris 92.

## Karriere
Hun gjorde sig første gang opmærksom i 2005, da hun første gang blev indkaldt til det sydkoreanske A-landshold, i en alder af 15 år, og fik hendes første slutrunde ved VM 2009 i Kina, hvor holdet sluttede på sjetteplads.
Ryu deltog også ved U/19-VM 2010 i Sydkorea, som en del af det sydkoreanske U/19-landshold. Med holdet nåede de semifinalen. Hun blev den tredjemest scorende spiller, ved U-mesterskabet i 2010, med i alt 63 mål. 
Hendes første store slutrunde, var ved Sommer-OL 2012 i London. Ved Sommer-OL 2012, blev hun igen den tredjemest scorende spiller med 43 mål i 8 kampe. Det sydkoreanske hold, endte på en fjerdeplads ved OL-turneringen, efter at man blev slået af Spanien 31–29 i dobbelt overtid i bronzekampe. Hun deltog igen ved Sommer-OL 2016 i Rio de Janeiro, hvor Sydkorea sluttede på en skuffende 10. plads.
Hun var også med til at vinde guld ved Asienmesterskabet i 2018 i Japan, efter finalesejr over Japan, med cifrene 30-25.
Hun deltog ved VM 2019 i Japan, hvor Sydkorea endte på 11. plads. Igennem turneringen nåede hun at score 69 mål og 31 assists i 8 kampe, hvor hun blev den næstmest scorende spiller.